# Historia de la selección de rugby de Gales

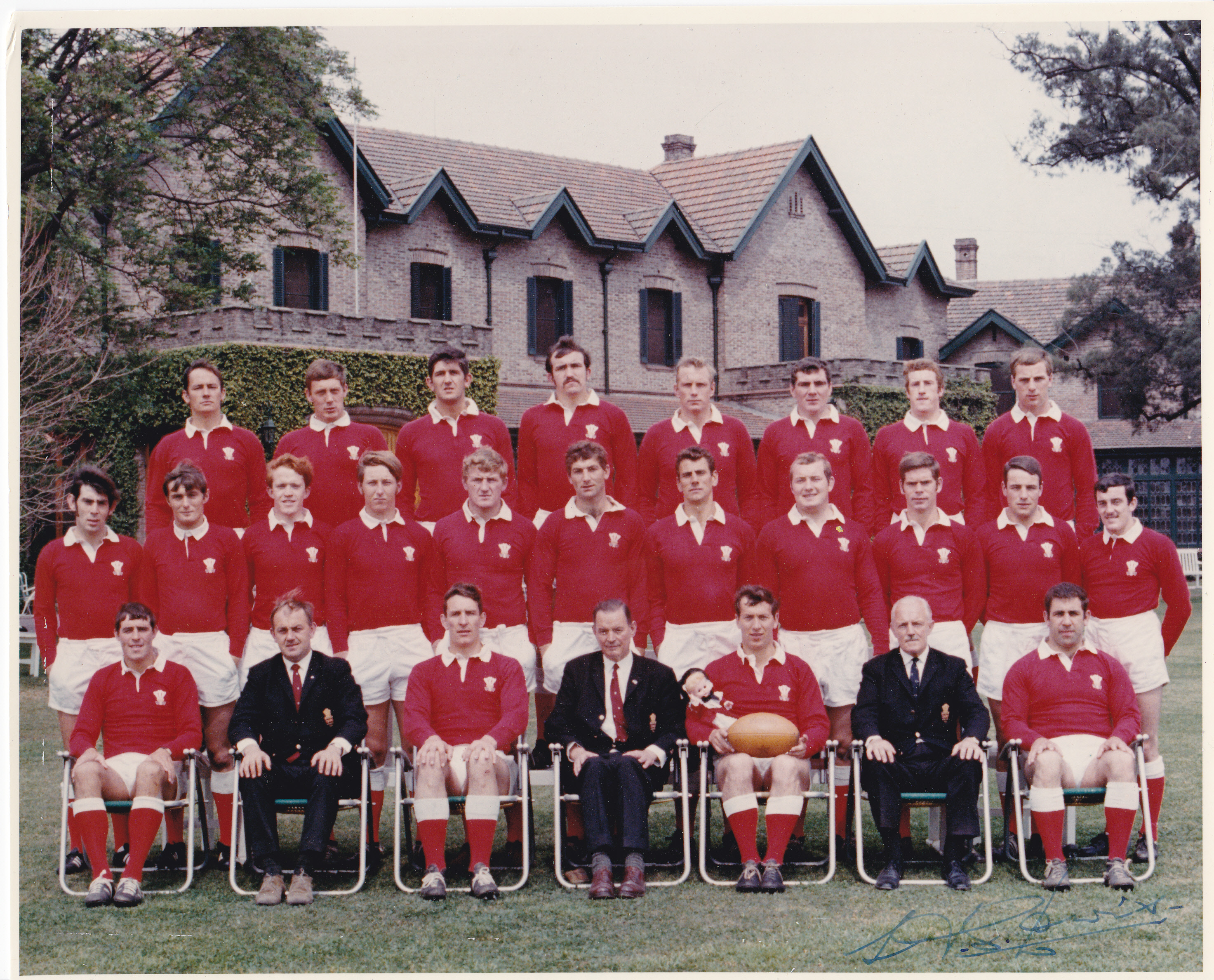
Gales nunca pudo llegar a la Final de la Copa Mundial.

La historia de la selección de rugby de Gales inició en 1850, casi con el nacimiento del mismo rugby.

## SigloXIX
El rugby llegó a Gales en 1850, cuando el Reverendo Rowland Williams obtuvo el cargo de Vicedirector en el colegio St David’s College de Lampeter e introdujo el deporte. El primer club de Gales, el Neath, se formó en 1871. El 19 de febrero de 1881, Gales jugó su primer partido internacional, organizado por Richard Mullock, contra Inglaterra; Inglaterra derrotó a Gales por 7 conversiones, un drop y seis tries contra nada de Gales. 
El 12 de marzo de 1881, la Welsh Rugby Union se formó en el Hotel Castle en Neath. Dos años después, el Home Nation Championship se jugó por primera vez y Gales no registró ningún triunfo. 
Sin embargo, el Rugby Union en Gales se desarrolló rápidamente y, en 1890, los galeses desarrollaron una nueva formación: la “cuatro tres-cuartos”. Esta formación (con siete zagueros y ocho delanteros, en vez de seis zagueros y nueve delanteros) revolucionó el deporte y fue adoptada casi universalmente a nivel internacional y en clubes.
Con la formación “cuatro tres-cuartos” Gales ganó el Home International Championship por primera vez en 1893; y en el proceso ganó la Triple Corona.

## SigloXX

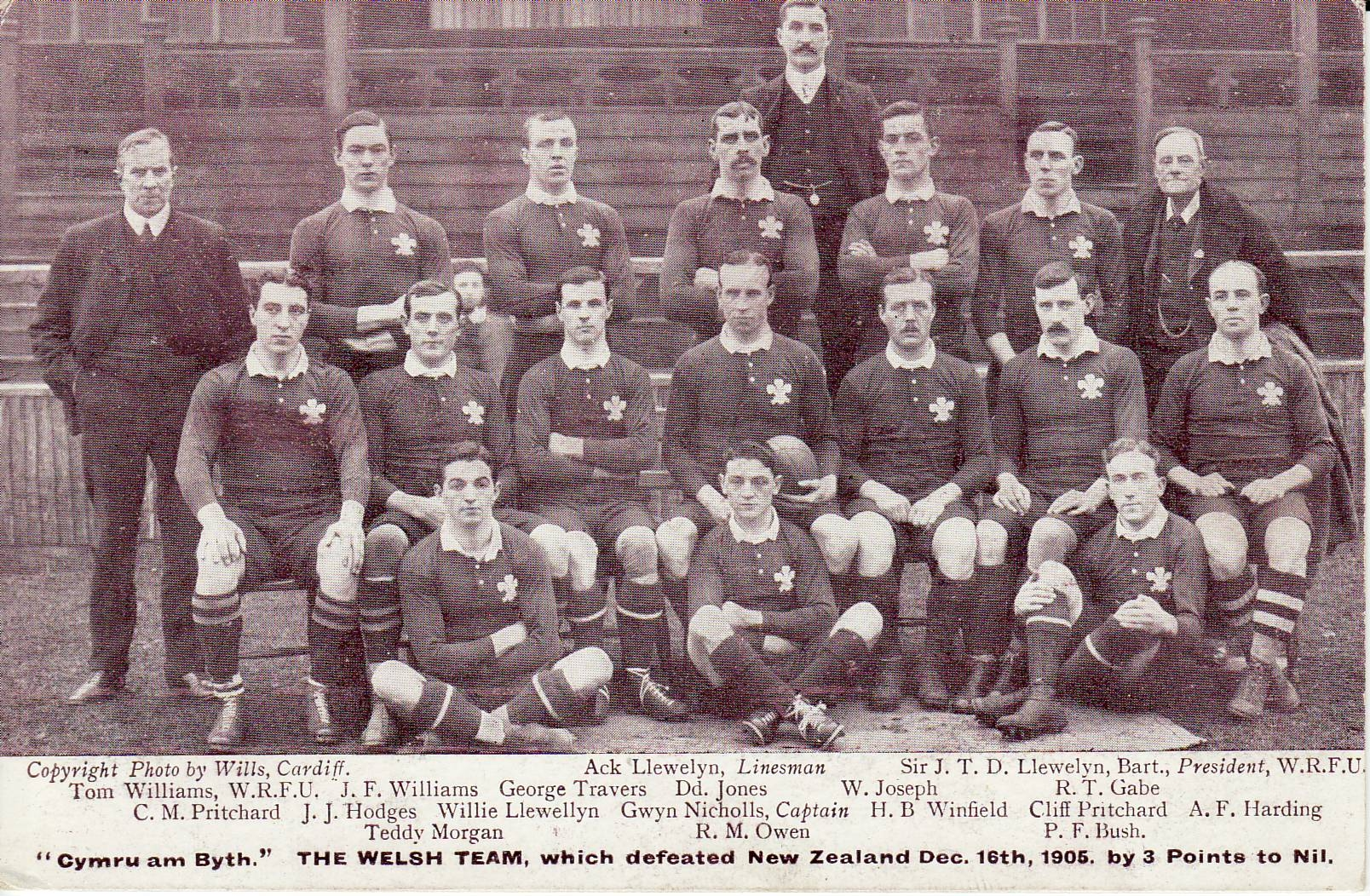
El equipo Gales de 1905 que derrotó a Nueva Zelanda.

Gales logró su siguiente campeonato en 1900, comenzando su primera “etapa dorada” que duró hasta 1911. Gales consiguió 2 Triples Coronas más en 1902 y 1905, y fueron segundos en 1901, 1903 y 1904.

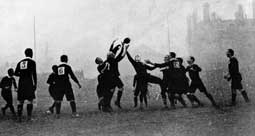
Un line-out en la victoria de Gales frente a Nueva Zelanda en 1905.

En 1905 Gales enfrentó a los All Blacks de Nueva Zelanda en el Cardiff Arms Park. Nueva Zelanda no fue derrotada en su tour por las islas británicas, derrotando a Inglaterra, Irlanda y Escocia antes de perder frente a Gales. Antes del partido, los All Blacks hicieron su tradicional haka (una danza maorí); Las 47,000 personas que había en el estadio respondieron con el Himno Nacional de Gales (“Land of Our Fathers”), esa fue la primera vez que se cantó un Himno Nacional antes de una competencia deportiva. El Gales Teddy Morgan anotó primero para dar a Gales un 3-0 que no cambiaría durante el resto del partido. Esta fue la única derrota que sufrieron los All Blacks en su tour de 35 partidos. 
En 1906, Gales ganó de nuevo el Home Championship; más tarde durante ese año Gales jugaba contra el equipo nacional de rugby de Sudáfrica (the Springboks) por primera vez. Se esperaba que Gales controlara el partido, pero en realidad Sudáfrica dominó cómodamente y se impuso 11-0. Dos años después el 12 de diciembre de 1908, Gales jugó su primer partido contra el equipo nacional de rugby de Australia (the Wallabies) derrotándolo por 9-6. 
En 1909, Gales ganó el Home Championship y después, en 1910, el primer Cinco Naciones de la historia, que ahora incluía a Francia. En 1911, Gales conquistó su primer Grands Slam cuando venció todos sus partidos en el Cinco Naciones; Francia fue duramente derrotada por Gales en St Helens en 1910 (49-14) e Ivor Morgan anotó dos tries en el partido. La derrota de Gales ante Inglaterra en Cardiff en 1913 fue la primera de Gales jugando de local desde 1899. La Primera Guerra Mundial empezó en 1914 y el rugby fue suspendido durante ese periodo.

### Años de Posguerra (1920–1968)
Los primeros años posteriores a la Primera Guerra Mundial marcaron un declive en el rugby galés. El peor periodo fue durante la década de 1920 cuando la actuación del equipo parecía copiar la situación de la recesión industrial, que golpeó particularmente al sur de Gales. De los 42 partidos jugados, solo 17 resultaron en victoria para Gales y tres en empates. La gran depresión económica no solo movilizó a los trabajadores, también a los jugadores del equipo de Gales que buscaron nuevos equipos. Entre 1923 y 1928, Gales solo consiguió siete victorias (cinco de ellas contra Francia). Sin embargo, hasta Francia logró vencer a Gales en esa época, con su primera victoria ante Gales en 1928.
El resurgimiento tanto de la economía como del Rugby Union seguido en 1930, y en 1931, Gales ganó su primer campeonato en nueve años. Luego en 1933 con la capitanía de Watcyn Thomas, Gales derrotó a Inglaterra por primera vez. En 1935 Gales le ganó a los All Blacks por 13-12, con Haydn Tanner haciendo su primera aparición. Aunque el campeonato de las Cinco Naciones fue suspendido durante la Segunda Guerra Mundial, Gales jugó un partido de caridad de la Cruz Roja contra Inglaterra en Cardiff en 1940, el cual perdió por 18-9.
El cinco naciones, suspendido durante la Segunda Guerra Mundial, fue reanudado en 1947 cuando Gales compartió el título con Inglaterra. Aunque Gales sufrió su primera derrota de local contra Francia en 1948, ganaron su primer Grand Slam de Cinco Naciones que no ganaban desde 1911, en 1950. Al año siguiente perdieron contra Sudáfrica por 6-3 a pesar de haber dominado los line-outs. Gales ganó otro Grand Slam en 1952, seguido de una victoria por 13-8 contra los All Blacks en 1953. En 1956, Gales ganó de nuevo el Cinco Naciones, pero no volverían a ganar el título hasta 1964.
Gales organizó su primer tour internacional en 1964, jugando varios juegos y un test en Sudáfrica. Gales perdió el test contra Sudáfrica en Durban por 24-3, la peor derrota de Gales en 40 años. 

### Segunda “época dorada” (1969–1980)
Durante esta era, el equipo Gales, especialmente el de 1969-79, fue y todavía sigue siendo considerado uno de los mejores equipos de todos los tiempos. Con jugadores de clase mundial como: Gareth Edwards, J.P.R. Williams, Gerald Davies, Barry John y Mervyn Davies, Gales pudo durante la siguiente década, dominar el rugby del hemisferio norte y marcar un increíble récord de victorias, en el que solo perdieron cinco veces en el Cinco Naciones. Cuando Gales derrotó a Inglaterra en el Cinco Naciones de 1969 para ganar así, la Triple Corona y el campeonato, se considera este momento como el principio de la segunda “época dorada”. Ese mismo año Gales realizó un tour por Nueva Zelanda por primera vez, pero fue derrotado en ambas ocasiones. 
En 1970, Gales compartió el Cinco Naciones con Francia y empató 6-6 con Sudáfrica en Cardiff. En 1971, Gales volvió a ganar su primer Grand Slam desde 1952. Usando solo 16 jugadores en cuatro partidos, el equipo de 1971 es considerado uno de los mejores de la historia del rugby galés. La victoria más notable del equipo en el torneo fue frente a Escocia. Después de un trie de último minuto de Gerald Davies para reducir la victoria de Escocia a 18-17, luego John Taylor pateó la conversión desde un lado del campo de juego, que fue descrita como “la mejor conversión desde St Paul”, para darle a Gales una victoria por 19-18.
La siguiente victoria de Gales en el Cinco Naciones fue en 1975, después de compartirlo con otros cuatro países en 1973. En 1976 Gales ganó su segundo Grand Slam de la década. Al igual que el logrado en 1971, Gales solo utilizó 16 jugadores, para los cuatro partidos. Gales repitió su hazaña en 1978 y en el proceso, se convirtió en el primero en ganar tres Triples Coronas consecutivas. Gales ganó en 1979 el Cinco Naciones con una triple corona y en 1980, celebró el centenario de la WRU enfrentando a los All Blacks en Cardiff. Gales perdió el partido por 23-3 después de que los All Blacks anotaran cuatro tries por ninguno de Gales.

### Años de Sequía (1981–2003)
Gales ganó dos partidos en cada Cinco Naciones entre 1980 y 1986, y en 1983 casi fueron derrotados por Japón, partido que Gales terminó ganando por 29-24 en Cardiff. En 1984, Australia derrotó a Gales 28-9 en Cardiff. Esta fue la derrota por más puntos que sufrió Gales en el estadio de Cardiff por un equipo ajeno al Cinco Naciones.
A pesar de tener solo una victoria ese año en el Cinco Naciones, Gales todavía era respetado para el momento en que se jugó la primera Copa Mundial de Rugby en 1987. Después de derrotar a Inglaterra en los cuartos de final, Gales enfrentó a los anfitriones, los All Blacks. Aunque los All Blacks ganaron por 49-6, Gales logró vencer a Australia en el partido por el tercer puesto y se consagró tercero. Al año siguiente Gales ganó la Triple Corona por primera vez desde 1979, pero fue derrotado duramente su gira a Nueva Zelanda y más tarde ese año presenció el final de la carrera de varios jugadores galeses.
En 1990, Gales sufrió su primera derrota contundente, sin sumar un solo punto, en el Cinco Naciones y, en 1991 casi sufre el mismo destino, cuando solo obtuvo un punto por un empate con Irlanda en estadio de Arms Park de Cardiff. En la Copa Mundial de 1991, Gales perdió su primer partido en la etapa de grupos ante Manu Samoa. A continuación, derrotaron a los miniatura de Argentina, pero perdió con el campeón Australia. Luego Gales ganó el Cinco Naciones en 1994.
En la Copa Mundial de Rugby de 1995 Gales le ganó ajustadamente a Japón y perdió con Nueva Zelanda, esto significaba que debían derrotar a Irlanda para pasar a los cuartos de final. Gales perdió por 24-23 y no logró clasificar a los cuartos de final por segunda vez. Esto provocó que el entrenador Alex Evans fuera reemplazado por Kevin Bowring, que se convirtió en el primer entrenador profesional de Gales.

## Profesionalismo
La actuación de Gales mejoró con la llegada del entrenador Graham Henry en 1998. Henry guio a Gales a un récord de diez victorias consecutivas, incluyendo la primera victoria de Gales sobre el entonces campeón, Sudáfrica por 29-19 en el partido inaugural de él Millennium Stadium, y fue apodado por la prensa galesa como “el gran redentor”. Gales fue el anfitrión de la Copa Mundial de Rugby de 1999 y Gales calificó por primera vez desde 1987 a los cuartos de final, pero perdió por 9-24 por el eventual campeón, Australia. Las derrotas frente a Argentina e Irlanda en 2001 y 2002, llevaron a que Henry renunciara, siendo reemplazado por su asistente Steve Hansen. En la Copa Mundial de Rugby de 2003, perdió contra Nueva Zelanda por 53-37, a pesar de haber anotado cuatro tries y también perdió por 28-17 contra el eventual campeón del torneo, Inglaterra, en los cuartos de final.

### Renacimiento (2004–presente)
Dirigidos por Mike Ruddock, Gales ganó su primer Seis Naciones en 2005. Gales abrió con un triunfo por 11-9 ante Inglaterra en el Millennium Stadium, gracias a un penal de larga distancia de Gavin Henson. Después de un triunfo por 38-8 sobre Italia, Gales enfrentó a Francia, e iba perdiendo por 15-6 en el medio tiempo. Gales peleó el partido en el segundo tiempo para pasar a ganar el partido por 24-18, en el que fue uno de los partidos más excitantes del torneo de ese año. Gales derrotó a Escocia como visitante por 46-22 y después, enfrente de una multitud en el Millennium Stadium, jugaron la final contra Irlanda. Gales ganó por 32-20 y así logró su primer título desde 1994. La derrota sufrida frente a los All Blacks por 41-3 en el Millennium Stadium ese año fue la peor en suelo Gales. Esto fue seguido por un triunfo sobre Fiyi por un punto, luego una derrota ante Sudáfrica y finalmente una victoria frente a Australia. 
En el 14 de febrero de 2006, a mitad del camino para el Seis Naciones, Mike Ruddock renunció como entrenador de Gales por razones familiares. Scott Johnson tomó el puesto de entrenador por los partidos restantes, y Gales terminó quinto en el campeonato de 2006 antes de que Gareth Jenkins fuera nombrado como entrenador el 27 de abril. El 10 de mayo de 2007, Gales y Australia decidieron festejar los 100 años de Test Rugby entre los dos países con el establecimiento del torneo James Bevan. Se llamaba así en honor a un australiano criado en Gales que fue capitán del equipo galés. Australia ganó la serie por 2-0.
El renacimiento casi se desvaneció en la Copa Mundial de Rugby de 2007, cuando Gales no pudo pasar la etapa de grupos por tercera vez. Esta vez Gales fue derrotado por Fiyi en el partido final de la fase de grupos, en el que anteriormente habían perdido con Australia. Consecuentemente Gareth Jenkins perdió su trabajo como entrenador.
En octubre de 2007, la WRU y la Unión Sudafricana de Rugby, crearon la copa Prince William, para conmemorar los 100 años de rugby entre los dos equipos. Warren Gatland, un neozelandés, fue nombrado entrenador de Gales el 9 de noviembre de 2007. Gatland tomó el mando el 1 de diciembre. Su primer partido como entrenador de Gales fue el partido inaugural en el Seis Naciones del 2008, contra Inglaterra en Twickenham el 2 de febrero de 2008. Los ingleses, finalistas en la Copa Mundial de Rugby de 2007 eran favoritos, sin embargo Gales consiguió la victoria por 26-19, por primera vez en Twickenham desde 1988. Los siguientes partidos de Gales eran de local contra Escocia e Italia, los cuales ganó por 30-15 y 47-8 respectivamente. Gales ganó la Triple Corona luego de derrotar a Irlanda por 16-12 en Dublín y en el partido final del campeonato. 
Gales selló su segundo Seis Naciones consiguiendo Grand Slam en cuatro campeonatos, derrotando a Francia 19-12 en el Millennium Stadium. Gales concretó solo dos tries en todo el torneo. 
En el Autumn Internacional de ese año, Gales fue derrotado por Nueva Zelanda y Sudáfrica, pero ganó contra Canadá y Australia. Gales fue la única nación del Norte que logró derrotar a una nación del Tres Naciones en 2008. Gales, sin embargo, no logró retener su Seis Naciones en 2009 después de perder 17-15 contra Irlanda en el último día. Esta derrota dejó cuarto a Gales con diferencia de puntos detrás de Inglaterra y Francia que también ganaron tres partidos. 
En la Copa Mundial de Rugby de 2011, Gales derrotó a Fiyi, Namibia y Samoa, pero perdió por estrecho margen con Sudáfrica en la etapa de grupos. En los cuartos de final, Gales enfrentó a Irlanda, derrotándola por 22-10, de manera que alcanzó las semifinales por primera vez desde 1987. Fue en la semifinal, cuando Gales perdió por la mínima diferencia con Francia después de una roja para el capitán Sam Warburton en el minuto 18. Unos pocos penales errados, le permitieron a Francia mantener la ventaja. 
El 17 de marzo de 2012, Gales logró su tercer Grand Slam en ocho años, con una victoria de 16–9 sobre Francia en el estadio Millennium Stadium en las Seis Naciones.
La victoria siguió a un total de otras cuatro, entre ellas, un triunfo 19 a 12 en Twickenham. Muchos vieron la victoria sobre Francia como la venganza definitiva por su derrota por estrecho margen en las semifinales de la Copa del Mundo. Tras el Grand Slam de 2012 Gales sufrió una serie de ocho derrotas consecutivas (5 contra Australia), incluyendo una serie récord de 5 derrotas en casa. La serie de derrotas quedó rota en la segunda jornada de las Seis Naciones de 2013 con Gales derrotando a los franceses 16-6 en París. En marzo de 2013 Gales logró un récord de cinco victorias consecutivas en el Seis Naciones. Conservó el título de las Seis Naciones después de derrotar a Inglaterra por una diferencia récord de 30 a 3. Esta era la primera vez que Gales conservaba el Campeonato desde su victoria en los campeonatos de 1978/1979.

## Jugadores destacados

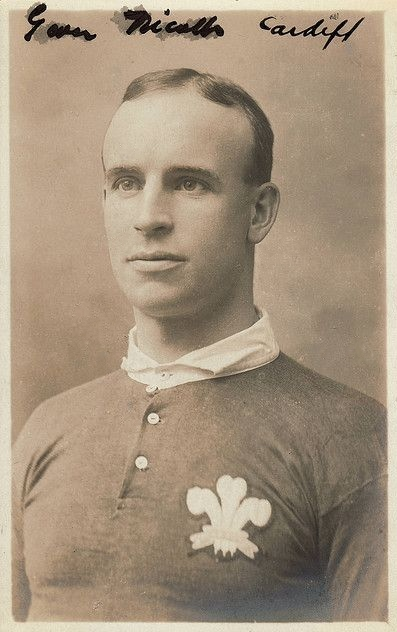
El Salón Internacional de la Fama del Rugby incluyó a Gwyn Nicholls quien jugó 24 Test para Gales entre 1896 y 1906.

Diez exjugadores de Gales han sido incluidos en el Salón de la Fama del Rugby Internacional, mientras que tres fueron incluidos en el Salón de la Fama de la IRB.
Fran Hancock cambió la historia del rugby cuando jugó como cuatro tres-cuartos para Cardiff. Cuando recibió la capitanía de Gales en 1886 intentó aplicar el sistema contra Escocia, la primera vez que se aplicaba el cuatro tres-cuartos en un partido internacional. Aunque se abandonó el sistema durante el partido, fue re-adoptado por Gales en 1888 y fue rápidamente copiado por el resto de las naciones del Reino Unido y es hoy en día la formación estándar del rugby mundial. 
Conocido como el Príncipe de tres-cuartos, Gwyn Nicholls jugó 24 test para Gales de centro entre 1896 y 1906. Era el único jugador galés en el equipo de las islas británicas de 1899 y fue la estrella de Gales durante su primera “época dorada”. No solo capitaneó a Gales hacia tres Triples Coronas, también los guio hacia la histórica victoria ante los All Blacks en 1905. El 26 de diciembre de 1949, las puertas que tienen su nombre en el Cardiff Arms Park fueron abiertas oficialmente.

### SigloXX
Nombrado como el mejor jugador galés de la década de 1950 por la WRU, Cliff Morgan jugó 29 test para Gales y cuatro para los Leones Británicos entre 1951 y 1958. Morgan jugaba de fly-half y fue uno de los deportistas de más renombre durante su carrera. Jugó durante el Cinco Naciones de 1952, y en la victoria de Gales sobre los All Blacks en 1953, pero fue más famoso por ser el capitán de los Leones Británicos en Sudáfrica en 1955. Uno de los mejores amigos de Morgan era Carwyn James, aunque más conocido por sus récords como entrenador, James jugó para Gales en dos test en 1958. Él fue director técnico de los Leones Británicos en la primera y única victoria contra los All Blacks en 1971, en un equipo que incluía a muchos jugadores galeses. El también dirigió el club Gales Llanelli. A pesar de todo esto él nunca dirigió a Gales. Morgan, fue incluido en el Salón de la Fama Internacional en 1997 y más tarde fue incluido en el Salón de la Fama de la IRB en 2009. 
Cuando Gales enfrentó a Australia el 3 de diciembre de 1966, dos futuros integrantes del Salón de la Fama del Rugby hicieron su presentación en test; Gerlad Davies y Barry John. Davies jugó 46 test para Gales entre 1066 y 1978. A pesar de haber empezado jugando en el medio, fue movido como wing durante la gira de Gales en Nueva Zelanda y Australia en 1969, y finalmente anotó 20 tries para Gales. Davies también jugó para los Leones Británicos durante su gira por Sudáfrica en 1968 y por Nueva Zelanda en 1971, Aunque Barry John jugó por primera vez para Gales en 1966, no aseguró su lugar en el equipo hasta 1968. Jugando como fly-half, John contribuyó a que Gales ganara el Cinco Naciones de 1971, y también colaboró con los Leones Británicos en su primera y única victoria ante los All Blacks el mismo año. Su buen rendimiento en el tour de los Leones de 1971, le consiguió el apodo de “El Rey” de parte de la prensa neozelandesa, sin embargo la presión de la fama y la expectativa generada en él, hicieron que renunciara al rugby el año siguiente. 
Extensamente reconocido como el mejor jugador del Rugby Union de todos los tiempos, Gareth Edwards jugó 53 test con Gales como medio scrum entre 1967 y 1978. Edwards nunca se apartó del equipo y jugó los 53 test consecutivamente. También participó de tres giras de los Leones; incluyendo la victoria ante Nueva Zelanda en 1971 y el invicto tour por Sudáfrica en 1974. Edwards ganó cinco Triples Coronas con Gales y tres Cinco Naciones. También anotó un try para los Barbarians contra los All Blacks en 1973, el cual es considerado como uno de los mejores tries de la historia. En 2003, Edwards fue elegido como el mejor jugador de todos los tiempos por la revista Rugby World. En 2007 Edwards fue incluido en el Salón de la Fama de la IRB. 
En 1969, tres integrantes del Salón de la Fama debutaron para Gales; Phil Bennett, Mervyn Davies y J. P. R. Williams. Bennett jugó 29 tests para Gales. Empezó jugando como full back, pero después de que Barry John se retiró, fue movido al puesto de fly-half. Así como representó a Gales, jugó ocho partidos con los Leones y fue el capitán en la gira de 1977 por Nueva Zelanda. Mervyn Davies jugó 38 partidos consecutivos con Gales entre 1969 y 1976, solo perdiendo ocho de ellos. Después de ser el capitán de Gales en sus últimas nueve apariciones, Davies fue forzado a retirarse, debido a una hemorragia cerebral. JPR Williams jugó 55 test para Gales entre 1969 y 1981. Mientras tanto ganó seis Triples Coronas, tres Cinco Naciones y fue capitán de Gales cuando jugó su partido final contra Escocia.

### Profesionalismo
Ieuan Evans jugó para Gales entre 1987 y 1998 y en el proceso ganó 72 copas Gales mientras que Gales fue pasando del amateurismo al profesionalismo. Jugando mayormente como ala, Evans anotó 33 tries para Gales, un récord que solo sobrepasó Gareth Thomas en 2004.
En noviembre de 2008, Shane Williams y Ryan Jones se convirtieron en los primeros jugadores galeses en ser nominados en un grupo de cinco jugadores por el concurso de la IRB del jugador del año. Shane Williams fue seleccionado como el mejor jugador del año 2008.